# はやぶさ (駆潜艇)
はやぶさ（ローマ字：JDS Hayabusa, PC-308、ASY-91）は、海上自衛隊の駆潜艇。艇名はハヤブサに由来し、この名を受け継ぐ日本の艦艇としては旧海軍の隼型水雷艇「隼」、鴻型水雷艇「隼」に次いで3代目である。

## 概要
海上自衛隊は昭和29年度計画において、甲型駆潜艇7隻・乙型駆潜艇1隻の建造を計画し、この内、甲型駆潜艇が「かり」型4隻と「かもめ」型3隻であり、乙型駆潜艇は「はやぶさ」であった。
「はやぶさ」は、主機械にディーゼルのほか、実験的にブースター用にガスタービンを搭載した海上自衛隊初のCODAG推進艇であった。
「はやぶさ」に搭載されたガスタービンは、防衛庁（当時）技術研究本部が開発し、三菱造船長崎造船所が製造したMUK501で、運輸省の練習船「北斗丸」に搭載されたものと同機種である。このガスタービンはタービンブレードの破損に悩まされたが改良を重ねて運用を行い、ディーゼル主機のみで20ノット、ガスタービンを併用すると26ノットを発揮できた。巡航時はディーゼルのみが稼動した。
「はやぶさ」はガスタービンを機関に用いた高速艇であったため、様々な配慮がなされており、艦橋などは「かり」型・「かもめ」型と似通った外観となっていたが、船体形状は大きく異なり、艦首から艦橋部までの舷側部に大きなナックルを有しており、高速航行時の凌波性向上が図られている。船体幅も「かり」型・「かもめ」型より1メートル広くなっている。艦橋後部の甲板室にはガスタービン用の大型煙突とその両側にガスタービン用吸気口が、後部甲板室上にはディーゼル主機用の小型煙突がそれぞれ設けられていた。
兵装は、「かり」型・「かもめ」型と同様のものを搭載していた。

## 艦歴
「はやぶさ」は昭和29年度計画乙型駆潜艇として、1956年（昭和31年）5月23日に三菱造船長崎造船所で起工され、1956年（昭和31年）11月20日に進水、1957年（昭和32年）6月10日に就役し、大湊地方隊に編入された。1958年（昭和33年）1月16日、大湊地方隊第2駆潜隊に編入。なお、就役した時点ではガスタービンは完成しておらず未搭載であったが、1962年（昭和37年）2月に搭載工事が行われ、それに合わせてガスタービン用煙突の延長工事も行われた。第2駆潜隊は「かもめ」型3隻と編成されていたが、運動性能はかなり違っていたというが、ガスタービンが搭載された後も編成が変わる事はなかった。
「はやぶさ」は海上自衛隊唯一のガスタービン搭載艇として活躍したが、1970年（昭和45年）にガスタービン用の中央軸を損傷してしまい、同年4月にガスタービン機関と中央軸を撤去した。このため以降はディーゼル機関のみの運用となった。
1960年（昭和35年）3月1日、第2駆潜隊が呉地方隊隷下に編成替え。
「はやぶさ」は後部甲板の甲板幅が広いことから特務艇「ゆうちどり」の老朽化に伴い特務艇への改装が決定し、1977年（昭和52年）10月1日、特務艇に種別変更(ASY-91)され、横須賀地方隊に編入。横浜ヨットで迎賓艇への改造工事を受け、1978年（昭和53年）4月20日、工事が完了し再就役した。艦橋構造物後方に甲板室（一層）が設置されており、内部は会食室や休憩室など、上部は立食パーティ用のプロムナードデッキとなっている。正式なディナーの場合15名、立食パーティであれば約100名の迎賓能力があった。
1987年（昭和62年）2月28日、除籍。

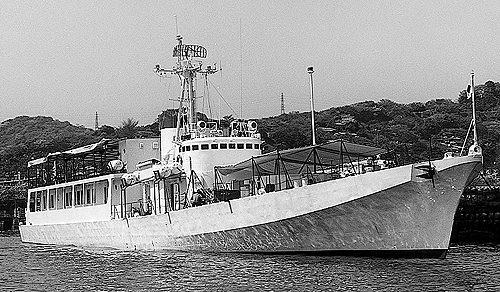
特務艇に改装後の「はやぶさ」